# يوم الحزن الوطني
يوم الحزن الوطني أو يوم الأسف الوطني (بالإنجليزية: National Sorry Day)‏ هو ذكرى يقيمها الأستراليون سنوياً منذ 26 مايو 1998 للتعبير عن أسفهم لما حدث لسكان أستراليا الأصليين من سوء معاملة. وقد اختير هذا اليوم تخليداً لذكرى تقرير «أعيدوهم إلى مواطنهم» (بالإنجليزية: Bringing Them Home)‏ الذي قُدِّم إلى الحكومة الاتحادية في 26 مايو 1997. ولا يعد هذا اليوم يوم عطلة رسمية في أستراليا، غير أن بعض زعماء السكان الأصليين ينادون بذلك.